# Economic Botany
Economic Botany est une revue universitaire trimestrielle en langue anglaise soumise à l'évaluation par les pairs qui couvre tous les aspects de la botanique économique. Le rédacteur en chef en est Robert A. Voeks de l'université d'État de Californie à Fullerton. 
La revue a été créée en 1947 et est publiée par Springer Science+Business Media et New York Botanical Garden Press pour le compte de la Society for Economic Botany (en) (Société de botanique économique). 

## Indexation
La revue est indexée par de nombreuses bases de données scientifiques :
- Science Citation Index
- Scopus
- Chemical Abstracts Service
- EBSCO Information Services
- ProQuest
- CAB International
- InfoTrac
- AGRICOLA
- Biological Abstracts
- BIOSIS Previews
- Current Contents (Agriculture, Biology & Environmental Sciences)
- Current Index to Statistics
- Elsevier Biobase
- EMBiology
- MLA International Bibliography
- PASCAL

Selon le Journal Citation Reports, la revue avait en 2011 un facteur d'impact égal à 1,604.